# Lucien Ganier-Raymond
Pour les articles homonymes, voir Ganier.
Lucien Ganier-Raymond est un réalisateur français né le 11 août 1902 à Bordeaux et mort le 8 août 2003 . Il est le réalisateur de deux longs métrages au sortir de la Seconde Guerre mondiale.

## Biographie
Lucien Ganier-Raymond, de son nom complet André Philippe Pierre Ganier, est, pendant les années 1930, et sous le nom de Lucien Grumberg, l'assistant des réalisateurs Raymond Bernard, Jean de Limur ou Jean Choux. Dans les années 1940, il réalise deux documentaires, La Boxe en France (1942) et Les Sapeurs-pompiers de Paris (1943) ainsi qu'un court-métrage, Un caprice, en 1946. Il est aussi l'auteur de deux longs-métrages : Le Père Serge d'après Léon Tolstoï, avec Louis Salou, Marcel Herrand et Mila Parély (1945), et Le Cavalier de Croix-Mort avec  Madeleine Robinson et Henri Nassiet, qui interprète le rôle de Vidocq (1948). Il tourne deux autres courts-métrages dans les années 1950.
Son fils Philippe est « l'auteur d'un livre traitant de l'antisémitisme en France occupée, Une certaine France».

## Filmographie

### Réalisateur
- 1942 : La Boxe en France (court-métrage documentaire)
- 1943 : Les Sapeurs-pompiers de Paris (court-métrage)
- 1945 : Le Père Serge (d'après Tolstoï)
- 1946 : Un caprice (court-métrage)
- 1948 : Le Cavalier de Croix-Mort ou Une aventure de Vidocq

### Assistant réalisateur
- 1936 : Anne-Marie de Raymond Bernard (sous le nom de Lucien Grumberg)
- 1937 : Marthe Richard, au service de la France de Raymond Bernard